# Witzhave
Witzhave település Németországban, Schleswig-Holstein tartományban. Lakosainak száma 1575 fő (2023. december 31.). Witzhave Reinbek és Rausdorf (Holstein) községekkel határos.

## Népesség
A település népességének változása:
| Lakosok száma | 866  | 1576 | 1543 | 1567 | 1562 | 1575 |
|               | 1975 | 2017 | 2019 | 2021 | 2022 | 2023 |